# Buffalo-Radrennbahn

Die Buffalo-Radrennbahn 1907

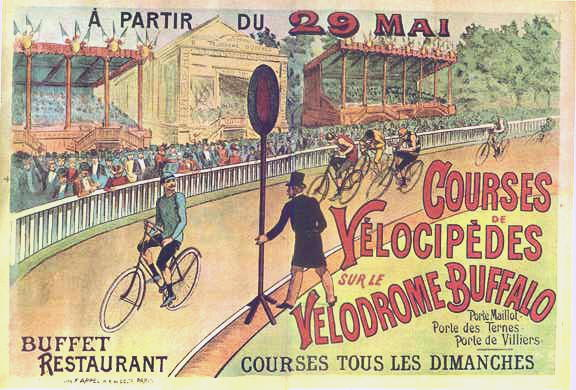
Werbung für das erste Rennen auf der Buffalo-Radrennbahn im Jahre 1893

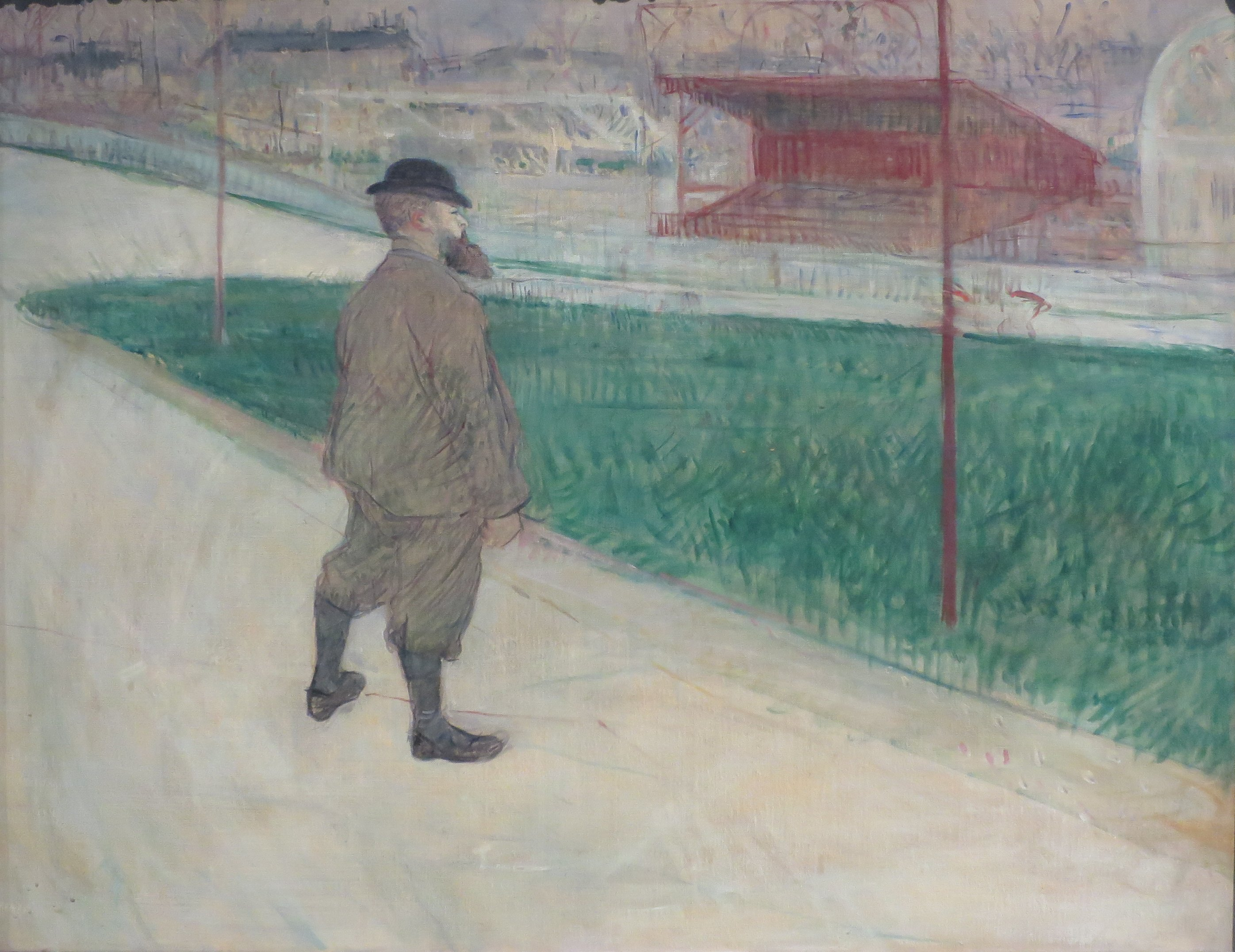
Tristan Bernard auf der Buffalo-Bahn: Gemälde von Henri Toulouse-Lautrec

Die Buffalo-Radrennbahn (frz.: Vélodrome Buffalo) in Paris existierte von 1893 bis zum Ersten Weltkrieg. Der Name „Buffalo“ geht zurück auf Buffalo Bill, dessen Wild West Show mehrfach innerhalb der Bahn aufgetreten war.

## Die Radrennbahn
Die Buffalo-Radrennbahn befand sich in der Nähe der Porte Maillot in Neuilly-sur-Seine an der Rue Parmentier; gebaut wurde sie auf Initiative des britischen Radsportpioniers Herbert Duncan. Am Tage ihrer Eröffnung am 11. Mai 1893 stellte dort der spätere Begründer der Tour de France, Henri Desgrange, einen neuen Stundenweltrekord ohne Schrittmacher über 35,325 Kilometer auf. 1895 wurde der Schriftsteller und Sportjournalist (Chefredakteur des Journal des Vélocipédistes) Tristan Bernard ihr Direktor. Ihm wird die Erfindung des Glockenzeichens am Beginn der letzten Runde eines Radrennens zugeschrieben.
Ebenfalls im Mai 1893 stellte der Radrennfahrer Georges Cassignard einen neuen Weltrekord über 1 km mit stehendem Start auf (1:28 min.). Am 27. September kam der Radsportler Charles Terront nach einer Fernfahrt aus Sankt Petersburg kommend auf der Buffalo-Radrennbahn an. In den Jahren 1894 bis 1887, 1902 bis 1904, 1906, 1907 sowie 1909 bis 1911 wurde dort das 24-Stunden-Rennen Bol d’Or ausgetragen.
1902 wurde die Bahn erneuert und von 333 auf 300 Meter verkürzt sowie Plätze für 8000 Zuschauer geschaffen. Am 2. Oktober 1905 kamen zwei Zuschauer zu Tode, als ihnen bei einem Steherrennen von einem vorbeirasenden Schrittmacher auf einem Motorrad die Köpfe zerschmettert wurden. Anschließend wurde die Bahn für einige Zeit geschlossen und erneut umgebaut. Im Ersten Weltkrieg wurde sie abgerissen, um Platz für eine Flugzeug-Fabrik zu schaffen.
Das spätere Buffalo-Stadion im Vorort Montrouge wurde in Erinnerung an diese Radrennbahn so benannt.